# Bulbophyllum liparidioides
Bulbophyllum liparidioides là một loài phong lan thuộc chi Bulbophyllum.